# Caso Romer v. Evans
Romer v. Evans, 517 U.S. 620 (1996), é um caso marcante [en] da Suprema Corte dos Estados Unidos, que trata de orientação sexual e leis estaduais. Foi o primeiro caso da Suprema Corte a abordar direitos de pessoas homossexuais desde Bowers v. Hardwick (1986), quando a Corte decidiu que leis que criminalizam a sodomia eram constitucionais.
A Corte decidiu, por 6–3, que uma emenda à constituição estadual do Colorado que impedia a concessão de status protegido com base em homossexualidade ou bissexualidade não atendia à Cláusula de Proteção Igualitária. A opinião majoritária em Romer afirmou que a emenda não possuía "uma relação racional com interesses legítimos do estado", e a opinião dissidente destacou que a maioria "evidentemente concorda que 'base racional' — o teste usual para conformidade com a Cláusula de Proteção Igualitária — é o padrão governante". A emenda constitucional estadual não passou no exame de base racional.
A decisão em Romer abriu caminho para Lawrence v. Texas (2003), onde a Corte reverteu sua decisão em Bowers; para a decisão da Suprema Corte que derrubou a Seção 3 da Lei de Defesa do Casamento em United States v. Windsor (2013); e para a decisão da Corte que invalidou as proibições estaduais ao casamento entre pessoas do mesmo sexo em Obergefell v. Hodges (2015). O juiz Anthony Kennedy escreveu as opiniões majoritárias em todos os quatro casos, sendo acompanhado pelos juízes Ruth Bader Ginsburg e Stephen Breyer em cada um deles.

## Aprovação da Emenda 2
Em 1992, os eleitores do Colorado aprovaram, por iniciativa popular, uma emenda à constituição estadual (Emenda 2) que impedia qualquer cidade, município ou condado do estado de tomar qualquer ação legislativa, executiva ou judicial para reconhecer homossexuais ou bissexuais como uma classe protegida. A emenda declarava:
| “ | Nem o Estado do Colorado, por meio de qualquer de seus ramos ou departamentos, nem qualquer de suas agências, subdivisões políticas, municípios ou distritos escolares, deverá promulgar, adotar ou fazer cumprir qualquer estatuto, regulamento, ordenança ou política segundo a qual a orientação, conduta, práticas ou relacionamentos homossexuais, lésbicos ou bissexuais constituam ou de outra forma sejam a base para ou deem direito a qualquer pessoa ou classe de pessoas a ter ou reivindicar status de minoria, preferências de cota, status protegido ou reivindicação de discriminação. Esta seção da Constituição será, em todos os aspectos, autoexecutável. | ” |

A emenda foi aprovada por 53% contra 47% dos votos. De acordo com pesquisas de opinião, os cidadãos do Colorado eram fortemente contrários à discriminação com base na orientação sexual, mas também se opunham à ação afirmativa com base na orientação sexual, e essa última preocupação levou à adoção da Emenda 2. O governador do Colorado, Roy Romer [en], opôs-se à medida, mas também se opôs a boicotes retaliatórios contra seu estado.

## Processos no tribunal estadual
Richard G. Evans, um homem gay que trabalhava para o prefeito de Denver, Wellington Webb [en], juntamente com outros indivíduos e três municípios do Colorado, entrou com uma ação para suspender a emenda. Uma ex-juíza da Suprema Corte do Colorado [en], Jean Dubofsky, foi a advogada principal. Um tribunal estadual de primeira instância emitiu uma injunção permanente contra a emenda, e, em apelação, a Suprema Corte do Colorado decidiu que a emenda estava sujeita a "escrutínio estrito" sob a Cláusula de Proteção Igualitária da Constituição dos Estados Unidos. O tribunal estadual, após remessa, concluiu que a emenda não poderia passar pelo escrutínio estrito, decisão com a qual a Suprema Corte do Colorado concordou em revisão. Em ambas as ocasiões, a Suprema Corte do Colorado proferiu decisões por 2–1.
A Suprema Corte do Colorado considerou que a Emenda 2 violava o direito fundamental dos homossexuais de participar igualmente do processo político. Sobre a constatação do tribunal de primeira instância de que homossexuais não constituíam uma classe suspeita, a Suprema Corte do Colorado afirmou: "Esta decisão não foi apelada e, portanto, não a abordamos."
A maioria da Suprema Corte do Colorado reconheceu que a Emenda 2 não afetaria a legislação do Colorado que geralmente protege as pessoas contra discriminação:
| “ | A legislação atual do Colorado proíbe a discriminação contra pessoas que não pertencem a classes suspeitas. ... Claro que a Emenda 2 não pretende afetar essa legislação, mas busca apenas impedir a adoção de leis antidiscriminação destinadas a proteger gays, lésbicas e bissexuais. | ” |

O juiz dissidente da Suprema Corte do Colorado argumentou que não havia uma classe suspeita nem um direito fundamental envolvido no caso, e, portanto, ele teria aplicado um teste de base racional em vez de escrutínio estrito.

## Decisão da Suprema Corte dos EUA
O caso foi argumentado em 10 de outubro de 1995. Em 20 de maio de 1996, a Corte decidiu por 6–3 que a Emenda 2 do Colorado era inconstitucional, embora por uma fundamentação diferente daquela dos tribunais do Colorado. O juiz Anthony Kennedy escreveu a opinião majoritária, sendo acompanhado pelos juízes John Paul Stevens, Sandra Day O'Connor, David Souter, Ruth Bader Ginsburg e Stephen Breyer. A maioria da Corte considerou que a emenda constitucional do Colorado, que visava homossexuais com base em animosidade, carecia de uma relação racional com qualquer propósito governamental legítimo.
Sobre o argumento do estado de que a Emenda 2 apenas impedia homossexuais de receberem "direitos especiais", Kennedy escreveu:
| “ | A abrangência da Emenda 2 não se limita a leis específicas aprovadas em benefício de gays e lésbicas. É uma inferência justa, se não necessária, a partir da linguagem ampla da emenda, que ela priva gays e lésbicas até mesmo da proteção de leis e políticas gerais que proíbem a discriminação arbitrária em ambientes governamentais e privados. ... O tribunal estadual, no entanto, não decidiu se a emenda tem esse efeito, e nós também não precisamos fazê-lo. | ” |

Embora tenha deixado essa questão sem resolução em sua opinião, Kennedy concluiu que a emenda impunha uma desvantagem especial aos homossexuais ao proibi-los de buscar salvaguardas "sem restrições". Em vez de aplicar "escrutínio estrito" à Emenda 2 (como fez a Suprema Corte do Colorado), Kennedy escreveu que ela não atendia sequer ao requisito muito menos rigoroso de ter uma relação racional com um propósito governamental legítimo:
| “ | Sua amplitude é tão desproporcional às razões apresentadas para ela que a emenda parece inexplicável por qualquer motivo além da animosidade contra a classe que ela afeta; ela carece de uma relação racional com interesses legítimos do estado. | ” |

E:
| “ | [A Emenda 2] é ao mesmo tempo muito restrita e muito ampla. Ela identifica pessoas por um único traço e, em seguida, nega-lhes proteção de forma generalizada. A resultante desqualificação de uma classe de pessoas do direito de buscar proteção específica da lei é sem precedentes em nossa jurisprudência. | ” |

Kennedy não analisou em profundidade as alegações apresentadas em apoio à lei (por exemplo, proteger os direitos de proprietários de despejar inquilinos homossexuais se considerassem a homossexualidade moralmente ofensiva), afirmando, em vez disso, que a lei era tão singular a ponto de "confundir o processo normal de revisão judicial" e "desafiar a investigação convencional". Ele elaborou: "Não está dentro de nossa tradição constitucional promulgar leis desse tipo."
Constatando que "leis do tipo agora diante de nós levantam a inevitável inferência de que a desvantagem imposta nasce de animosidade contra a classe de pessoas afetada", a Corte inferiu que a aprovação da Emenda 2 nasceu de um "mero ... desejo de prejudicar um grupo politicamente impopular". A Corte acrescentou: "[S]e o conceito constitucional de 'proteção igualitária das leis' significa alguma coisa, deve significar, no mínimo, que um mero ... desejo de prejudicar um grupo politicamente impopular não pode constituir um interesse governamental legítimo." (ênfase adicionada) A opinião majoritária em Romer não mencionou nem reverteu a decisão anterior da Corte em Bowers v. Hardwick, que permitia proibições diretas à atividade homossexual.

## Opinião dissidente
O juiz Antonin Scalia escreveu a opinião dissidente, acompanhado pelo Chefe de Justiça William H. Rehnquist e pelo juiz Clarence Thomas. Scalia afirmou que a Emenda 2 não privava ninguém da "proteção [concedida por] leis e políticas gerais que proíbem a discriminação arbitrária em ambientes governamentais e privados", o que, segundo ele, foi confirmado pela Suprema Corte do Colorado e não contestado pela opinião do juiz Kennedy. A dissidência de Scalia argumentou que a Emenda 2 apenas estabelecia que homossexuais "não podem obter tratamento preferencial sob as leis tão facilmente quanto outros". Suas objeções incluíram:
- Sobre a decisão anterior da Corte em Bowers v. Hardwick,[2] Scalia escreveu: "Se é racional criminalizar a conduta, certamente é racional negar favores especiais e proteção àqueles com uma tendência ou desejo autoproclamado de se engajar na conduta."[25]
- Davis v. Beason (1890) havia determinado que leis contra a poligamia não constituíam um "direcionamento inadmissível" de polígamos, e Scalia perguntou: "A Corte concluiu que o dano social percebido da poligamia é uma 'preocupação legítima do governo', e o dano social percebido da homossexualidade não é?"[26]
- A Corte, segundo Scalia, estava envolvida em ativismo judicial; como a Constituição não diz nada sobre o tema, ele deveria ser decidido por processos democráticos. A dissidência acrescentou: "não é função dos tribunais (em oposição aos poderes políticos) tomar partido nesta guerra cultural. Mas a Corte hoje o fez, não apenas inventando uma doutrina constitucional nova e extravagante para tirar a vitória das forças tradicionais, mas até mesmo depreciando verbalmente como intolerância a adesão a atitudes tradicionais."[1]

A dissidência concluiu da seguinte forma:
| “ | A opinião de hoje não tem fundamento no direito constitucional americano e mal finge ter. O povo do Colorado adotou uma disposição inteiramente razoável que não desfavorece os homossexuais em nenhum sentido substantivo, mas apenas lhes nega tratamento preferencial. A Emenda 2 é projetada para evitar a deterioração fragmentada da moralidade sexual favorecida pela maioria dos cidadãos do Colorado, e não é apenas um meio apropriado para esse fim legítimo, mas um meio que os americanos já empregaram antes. Derrubá-la é um ato, não de julgamento judicial, mas de vontade política. | ” |

## Comentários acadêmicos
A opinião da Corte em Romer não seguiu de perto a doutrina estabelecida de proteção igualitária (a Emenda 2 "desafiava ... a investigação convencional", escreveu o juiz Kennedy), e a opinião gerou muita discussão entre acadêmicos e advogados. Um artigo que recebeu ampla atenção foi escrito por Akhil Amar, um proeminente professor de direito da Yale. Amar escreveu:
| “ | A Constituição não exige que direitos antidiscriminação "especiais", uma vez concedidos, sejam irrevogavelmente fixados por algum mecanismo mágico e antidemocrático de catraca unidirecional. E se Denver, Aspen e Boulder podem revogar essas ordenanças, presumivelmente a legislatura do Colorado pode revogá-las por estatuto; e assim também o povo do Colorado pode revogá-las por emenda constitucional estadual (via iniciativa ou referendo). Pensar de outra forma é extremamente absurdo. | ” |

Ainda assim, Amar afirmou que a Emenda 2 violava a Cláusula de Proteção Igualitária (embora ele preferisse um argumento alternativo baseado na Cláusula de Atentado). Sobre a Cláusula de Proteção Igualitária, Amar escreveu:
| “ | Sob a Emenda 2, heterossexuais poderiam obter ordenanças locais e leis estaduais protegendo-os contra discriminação com base em sua orientação sexual, mas os não-heterossexuais não poderiam obter ordenanças e leis simétricas. | ” |

Deixando de lado as probabilidades de discriminação contra heterossexuais, Amar sugeriu que, mesmo que a Emenda 2 tivesse proibido proteção especial tanto para heterossexuais quanto para homossexuais, isso ainda seria inconstitucional, pois destacaria grupos por nome para causar prejuízo, assim como uma lei que dissesse "Akhil Reed Amar será inelegível para um projeto de imigração privado ou suspensão de deportação".
O conceito de "catraca unidirecional" mencionado por Amar também foi discutido por outros autores. Por exemplo, o professor de direito John Calvin Jeffries argumentou que a Corte em Romer estava, na verdade, baseando-se em um princípio de não-retrogressão, pelo qual "a Constituição torna-se uma catraca, permitindo mudanças em apenas uma direção". Jeffries e seu coautor, Daryl Levinson, concluem: "o ressurgimento da não-retrogressão como princípio constitucional é sintomático de uma Suprema Corte à deriva em uma era de ativismo judicial."
Apoiadores da decisão, como o professor de direito Louis Michael Seidman, celebraram sua natureza "radical" e saudaram-na como um renascimento do ativismo da Corte Warren. De acordo com o professor de direito Evan Gerstmann, a Corte em Romer deixou de considerar muitos propósitos da Emenda 2 que os tribunais do Colorado haviam reconhecido como legítimos. "[N]ão há padrões para restringir a discrição da [Suprema Corte dos EUA]. ... Mas há razões importantes para se preocupar com o raciocínio descuidado da Corte em Romer. Embora a decisão da Suprema Corte tenha sido amplamente vista como uma vitória para os direitos de gays e lésbicas, é uma vitória estreita e talvez pírrica. Embora Romer represente um avanço para gays e lésbicas, o caso realmente representa uma mudança de sentimento em vez de uma mudança na lei. Gays e lésbicas ainda estão na base da hierarquia de proteção igualitária." O caso, diz Gerstmann, "tornou a lei de proteção igualitária ainda mais obscura do que antes. ... Isso não é proteção igualitária das leis. É o oposto de proteção igualitária. É uma conglomeração frouxa de princípios legais declarados que, de fato, são ignorados, e regras de fato não declaradas que permitem aos tribunais aplicar padrões diferentes a grupos diferentes em momentos diferentes com base no sentimento judicial, em vez de na razão judicial. Os tribunais podem fazer melhor que isso."

## Casos e eventos relacionados
Em 1993, Cincinnati, Ohio, aprovou a Proposta de Votação 3, uma emenda à carta da cidade que proibia a cidade de adotar ou fazer cumprir ordenanças de direitos civis com base na orientação sexual, sendo o único município nos Estados Unidos a aprovar tal restrição. A redação da emenda de Cincinnati era quase idêntica à do Colorado. A emenda foi mantida pela Corte de Apelações do Sexto Circuito [en] em 1996. Posteriormente, o caso foi remetido pela Suprema Corte para reconsideração em 1997, após a decisão em Romer. O Sexto Circuito manteve a emenda pela segunda vez, diferenciando-a da emenda estadual com base no fato de ser uma ação de governo local do tipo que a Emenda 2 foi projetada para impedir. Em 2005, os eleitores de Cincinnati revogaram a emenda.
Como Romer estava em evidente tensão com a decisão anterior da Corte em Bowers v. Hardwick, ela preparou o terreno para Lawrence v. Texas (2003), que reverteu Bowers; como no caso Romer, os juízes Kennedy e Scalia foram os autores das opiniões majoritária e dissidente em Lawrence, com todos os nove juízes votando quase da mesma forma que em Romer (a juíza O'Connor concordou, mas com uma fundamentação diferente). Romer foi citado de forma restrita, mas influente em seu nicho, sendo mencionado nos casos de Lawrence v. Texas e Hollingsworth v. Perry, mas o caso não teve um impacto muito mais amplo, dado que a Corte afirmou que não estava conduzindo nem um "processo normal de revisão judicial" nem uma "investigação convencional". No mesmo nicho, Romer foi citado na decisão da Suprema Corte Judicial de Massachusetts no caso Goodridge v. Department of Public Health, em que o desejo do Departamento de negar licenças de casamento a casais do mesmo sexo foi explicitamente comparado à tentativa da Emenda 2 de restringir amplamente uma classe estreitamente definida de cidadãos de buscar benefícios.
Em 2007, quinze anos após o referendo sobre a Emenda 2, a legislatura do Colorado alterou sua lei antidiscriminação, proibindo a discriminação com base na orientação sexual e identidade de gênero no emprego. Em 2008, o Colorado expandiu ainda mais suas proteções LGBT para incluir habitação, acomodações públicas e publicidade.
O futuro Chefe de Justiça John Roberts doou tempo pro bono para preparar argumentos orais para os demandantes. Durante seu processo de nomeação, o líder do caso, Walter A. Smith Jr., elogiou seu trabalho, recordando: "Ele disse, 'Vamos fazer isso.' E isso é ilustrativo de sua mente aberta, sua imparcialidade. Ele fez um trabalho brilhante."